# Electro-Shock Blues
Electro-Shock Blues är musikgruppen Eels andra studioinspelade album och även det mest personliga för ledaren Mark Oliver Everett. Albumet släpptes den 20 oktober 1998 och gavs även ut i fyrasidig 10" vinyl LP.

## Låtlista
1. "Elizabeth on the Bathroom Floor" - 2:09
2. "Going to Your Funeral, Part I" - 2:37
3. "Cancer for the Cure" - 4:47
4. "My Descent Into Madness" - 3:55
5. "3 Speed" - 2:45
6. "Hospital Food" - 3:24
7. "Electro-Shock Blues" - 2:30
8. "Efils' God" - 3:20
9. "Going to Your Funeral, Part II" - 1:30
10. "Last Stop: This Town" - 3:27
11. "Baby Genius" - 2:04
12. "Climbing to the Moon" - 3:39
13. "Ant Farm" - 2:12
14. "Dead of Winter" - 2:59
15. "The Medication Is Wearing Off" - 3:52
16. "P.S. You Rock My World" - 3:09